# Coupé-cabriolet
Een coupé-cabriolet is een carrosserievorm voor een auto die voorzien is van een inklapbaar stalen of kunststoffen dak. Daarmee is het een auto die zowel coupé als cabriolet is.
De Peugeot 601 was de eerste productieauto met hardtop die de mogelijkheid had om zowel als coupé (dicht dak) als cabriolet (open dak) te rijden. Dit door het dak door middel van een elektrisch mechanisme opgevouwen in de laadruimte op te bergen.

## Voorbeelden

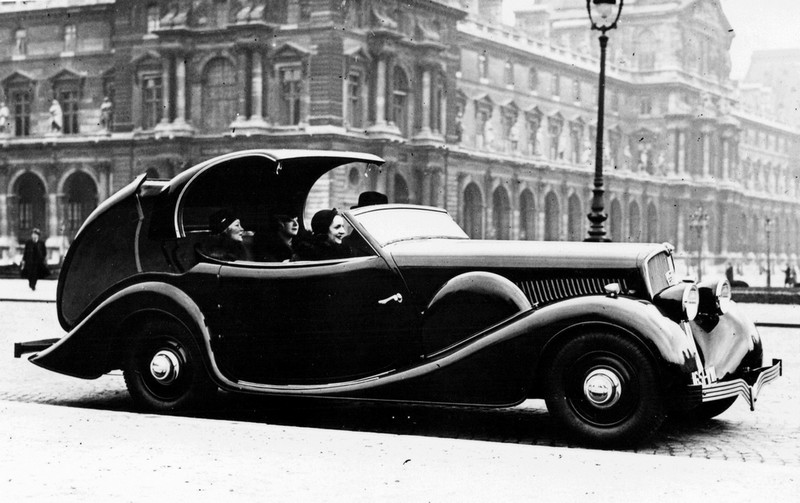
Peugeot 601

- BMW 3-serie Cabrio
- Ferrari California
- Mercedes-Benz SL-Klasse
- Mercedes-Benz SLK-Klasse
- Opel Astra TwinTop
- Peugeot 206 CC
- Renault Mégane CC
- Volvo C70
- Volkswagen Eos